# Tetsu Yamato
Tetsu Yamato (大和 哲 Yamato Tetsu?,  nacido el 30 de mayo de 1978 en Osaka) es un exfutbolista japonés. Jugaba de centrocampista y su último club fue el Cerezo Osaka de Japón.

## Trayectoria

### Clubes
| Club         | País  | Año         |
| ------------ | ----- | ----------- |
| Cerezo Osaka | Japón | 1997 - 1999 |